# Епархија источноамеричка
Епархија источноамеричка (енгл. Diocese of Eastern America) епархија је Српске православне цркве.
Надлежни архијереј је епископ Иринеј (Добријевић), а сједиште епархије се налази у Њу Рошелу, савезна држава Њујорк.

## Историја
Епархија источноамеричка и канадска је основана 1963. године арондацијом Америчко-канадске епархије. Први епископ источноамерички и канадски је био Стефан Ластавица (1963—1966), а за њим слиједе Сава Вуковић (1967—1977) и Христофор Ковачевић (1978—1983). Затим је одлуком Светог архијерејског сабора од 26. маја 1983. године извршена подјела епархије на Источноамеричку и Канадску. Источноамерички епископи од 1983. године су: Христофор Ковачевић (1983—1991), Митрофан Кодић (1991—2016) и Иринеј Добријевић (од 2016).
Садашња Епархија источноамеричка је конституисана сходно одлуци Светог архијерејског сабора Српске православне цркве од 21. маја 2009. према којој је извршена арондација тадашњих епархија Српске православне цркве: Средњозападноамеричке, Источноамеричке, Западноамеричке и Канадске Српске православне цркве у САД и Канади, као и Епархије за Америку и Канаду Митрополије новограчаничке. Тада су још конституисане и епархије: Митрополија либертивилско-чикашка, Епархија новограчаничко-средњозападноамеричка, Епархија западноамеричка и Епархија канадска.
У Герију је током 20. века радио велики број Срба досељених у САД, који су подигли цркву Светог Саве 1938. године Приликом освећења цркве Никола Тесла је именова за кума, што му је, по личном сведочењу, била велика част. Данас, након реновирања, тај храм на фасади има медаљон са ликом Тесле, у знак сећања на Теслино кумство.
Црква Светог Саве у Њујорку изгорела је на Васкрс 1. маја 2016. године.

## Епископи
Епископи Источноамеричке епархије од 1963:
| Портрет | Име и презиме       | Време службе | Напомена                                            |
| ------- | ------------------- | ------------ | --------------------------------------------------- |
|         | Стефан Ластавица    | 1963—1966    |                                                     |
|         | Сава Вуковић        | 1967—1977    |                                                     |
|         | Христофор Ковачевић | 1978—1991    | До 1984. био је епископ источноамерички и канадски. |
|         | Митрофан Кодић      | 1991—2016    |                                                     |
|         | Иринеј Добријевић   | од 2016.     |                                                     |

## Манастири
- Манастир Нова Марча, Охајо
- Манастир Пресвете Богородице, Пенсилванија
- Манастир Светог Марка, Охајо